# Jerozolimska Ikona Matki Bożej
Jerozolimska Ikona Matki Bożej – ikona Matki Bożej czczona w prawosławiu jako cudotwórcza. 
Według tradycji autorem wizerunku był Łukasz Ewangelista, który miał go wykonać piętnaście lat po Wniebowstąpieniu. Nazwa ikony nawiązuje do jej początkowego przechowywania w Jerozolimie, skąd trafiła do Konstantynopola (za czasów cesarza Leona Wielkiego). Ikonie przypisuje się ocalenie miasta przed najazdem scytyjskim za panowania Herakliusza. Po tym wydarzeniu z polecenia cesarza wizerunek wystawiono w świątyni w Blachernach, gdzie pozostawała do początku X w. Wówczas przeniesiono ją do Chersonezu. Po chrzcie Rusi ikona została przekazana z Bizancjum do Kijowa, a stamtąd, po zaprowadzeniu chrześcijaństwa, do Nowogrodu. Tam przez czterysta lat była otaczana kultem w soborze Mądrości Bożej, zaś za panowania Iwana Groźnego została przeniesiona do soboru Zaśnięcia Matki Bożej na Kremlu moskiewskim. W 1812, w czasie najazdu Napoleona I na Rosję, wizerunek został skradziony przez wojska francuskie i wywieziony do Paryża. Na miejscu zajmowanym w soborze przez oryginał po zakończeniu wojny znalazła się kopia. 
Matka Boża przedstawiona na ikonie trzyma Dzieciątko Jezus na prawej dłoni, wskazując na nie lewą. Ubrana jest w czerwoną szatę. Oryginał ikony zawierał dodatkowo wizerunku apostołów otaczające Maryję - były to postacie Piotra, Pawła, Łukasza, Szymona, Filipa, Mateusza, Marka, Jakuba, Tomasza, Bartłomieja oraz męczenników Prokopa, Merkurego i Jerzego.